# Danh sách đĩa đơn quán quân Hot 100 năm 1981 (Mỹ)
Billboard Hot 100, công bố hàng tuần bởi tạp chí Billboard, là bảng xếp hạng các đĩa đơn thành công nhất tại thị trường âm nhạc Hoa Kỳ. Các số liệu cho việc xếp hạng được Nielsen SoundScan tổng hợp chung dựa trên doanh số đĩa thường và nhạc số và tần suất phát trên sóng phát thanh.

## Lịch sử xếp hạng
| Ngày phát hành   | Bài hát | Nghệ sĩ                      |
| ---------------- | --- | ---------------------------- |
| Tháng 1 ngày 3   | "(Just Like) Starting Over" | John Lennon                  |
| Tháng 1 ngày 10  | "(Just Like) Starting Over" | John Lennon                  |
| Tháng 1 ngày 17  | "(Just Like) Starting Over" | John Lennon                  |
| Tháng 1 ngày 24  | "(Just Like) Starting Over" | John Lennon                  |
| Tháng 1 ngày 31  | "The Tide Is High" | Blondie                      |
| Tháng 2 ngày7    | "Celebration" | Kool & the Gang              |
| Tháng 2 ngày14   | "Celebration" | Kool & the Gang              |
| Tháng 2 ngày21   | "9 to 5" | Dolly Parton                 |
| Tháng 2 ngày28   | "I Love a Rainy Night" | Eddie Rabbitt                |
| Tháng 3 ngày7    | "I Love a Rainy Night" | Eddie Rabbitt                |
| Tháng 3 ngày14   | "9 to 5" | Dolly Parton                 |
| Tháng 3 ngày21   | "Keep On Loving You" | REO Speedwagon               |
| Tháng 3 ngày28   | "Rapture" | Blondie                      |
| Tháng 4 ngày 4   | "Rapture" | Blondie                      |
| Tháng 4 ngày 11  | "Kiss on My List" | Daryl Hall and John Oates    |
| Tháng 4 ngày 18  | "Kiss on My List" | Daryl Hall and John Oates    |
| Tháng 4 ngày 25  | "Kiss on My List" | Daryl Hall and John Oates    |
| Tháng 5 ngày 2   | "Morning Train (Nine to Five)" | Sheena Easton                |
| Tháng 5 ngày 9   | "Morning Train (Nine to Five)" | Sheena Easton                |
| Tháng 5 ngày 16  | "Bette Davis Eyes" | Kim Carnes                   |
| Tháng 5 ngày 23  | "Bette Davis Eyes" | Kim Carnes                   |
| Tháng 5 ngày 30  | "Bette Davis Eyes" | Kim Carnes                   |
| Tháng 6 ngày 6   | "Bette Davis Eyes" | Kim Carnes                   |
| Tháng 6 ngày 13  | "Bette Davis Eyes" | Kim Carnes                   |
| Tháng 6 ngày 20  | "Medley: Intro Venus / Sugar Sugar / No Reply / I'll Be Back / Drive My Car / Do You Want To Know a Secret / We Can Work It Out / I Should Have Known Better / Nowhere Man / You're Going To Lose That Girl / Stars on 45" | Stars on 45                  |
| Tháng 6 ngày 27  | "Bette Davis Eyes" | Kim Carnes                   |
| Tháng 7 ngày 4   | "Bette Davis Eyes" | Kim Carnes                   |
| Tháng 7 ngày 11  | "Bette Davis Eyes" | Kim Carnes                   |
| Tháng 7 ngày 18  | "Bette Davis Eyes" | Kim Carnes                   |
| Tháng 7 ngày 25  | "The One That You Love" | Air Supply                   |
| Tháng 8 ngày 1   | "Jessie's Girl" | Rick Springfield             |
| Tháng 8 ngày 8   | "Jessie's Girl" | Rick Springfield             |
| Tháng 8 ngày 15  | "Endless Love" | Diana Ross và Lionel Richie  |
| Tháng 8 ngày 22  | "Endless Love" | Diana Ross and Lionel Richie |
| Tháng 8 ngày 29  | "Endless Love" | Diana Ross and Lionel Richie |
| Tháng 9 ngày 5   | "Endless Love" | Diana Ross and Lionel Richie |
| Tháng 9 ngày 12  | "Endless Love" | Diana Ross and Lionel Richie |
| Tháng 9 ngày 19  | "Endless Love" | Diana Ross and Lionel Richie |
| Tháng 9 ngày 26  | "Endless Love" | Diana Ross and Lionel Richie |
| Tháng 10 ngày 3  | "Endless Love" | Diana Ross and Lionel Richie |
| Tháng 10 ngày 10 | "Endless Love" | Diana Ross and Lionel Richie |
| Tháng 10 ngày 17 | "Arthur's Theme (Best That You Can Do)" | Christopher Cross            |
| Tháng 10 ngày 24 | "Arthur's Theme (Best That You Can Do)" | Christopher Cross            |
| Tháng 10 ngày 31 | "Arthur's Theme (Best That You Can Do)" | Christopher Cross            |
| Tháng 11 ngày 7  | "Private Eyes" | Daryl Hall and John Oates    |
| Tháng 11 ngày 14 | "Private Eyes" | Daryl Hall and John Oates    |
| Tháng 11 ngày 21 | "Physical" | Olivia Newton-John           |
| Tháng 11 ngày 28 | "Physical" | Olivia Newton-John           |
| Tháng 12 ngày 5  | "Physical" | Olivia Newton-John           |
| Tháng 12 ngày 12 | "Physical" | Olivia Newton-John           |
| Tháng 12 ngày 19 | "Physical" | Olivia Newton-John           |
| Tháng 12 ngày 26 | "Physical" | Olivia Newton-John           |